# Fenimorea kathyae
Fenimorea kathyae é uma espécie de gastrópode do gênero Fenimorea, pertencente a família Drilliidae.